# 남아프리카 항공
남아프리카 항공(영어: South African Airways)은 남아프리카 공화국의 항공사이자, 스타얼라이언스의 가맹사다. 허브 공항은 O. R. 탐보 국제공항, 케이프타운 국제공항, 킹 샤카 국제공항이 있다.

## 역사
1929년 유니온 항공으로 설립, 1934년 남아프리카 공화국 정부가 지분을 매입한 후 현재의 사명으로 변경했다. 같은 해 남아프리카 공화국 케이프타운, 더반, 요하네스버그 항로를 열었고 1935년에 사우스 웨스트 아프리카 항공을 인수하여 나미비아의 수도 빈트후크와 남아프리카 공화국 노던 케이프 주 킴벌리 사이의 항공 우편 서비스를 시작했다. 1980년대 말 들어 남아프리카 공화국의 극단적 인종차별 정책인 아파르트헤이트에 대해 세계 각국이 제재에 나서면서 국제선 항로가 줄어들었으나, 1994년에 아파르트헤이트를 철회한 후 옛 노선들을 회복하기 시작했다. 2006년 4월 10일 세계적인 항공 동맹인 스타얼라이언스에 가입했다. 아프리카는 물론 세계에서도 뛰어난 항공사로 평가된다. 여러 주요 잡지와 국제 조직으로부터 아프리카 최고 항공사상을 여러 번 수상했다.
대한민국에는 취항하지 않고, 스타얼라이언스 가맹사인 아시아나항공을 통해 홍콩 환승으로 요하네스버그로 갈 수 있게 코드셰어로 연계했었다. 하지만 경영난으로 홍콩 노선을 단항하여 해당 코드셰어는 폐지됐다.
아파르트헤이트에 대한 항의성 조치로 주변국들이 영공 통과를 제한해서, 한동안 ETOPS에 민감한 항공사였다. 따라서 에어버스 A340의 큰 고객 중 하나이기도 했다. 2019년 12월, 남아프리카 공화국 정부에 파산보호 신청을 하였으며, 2020년 코로나 19 사태로 인하여 2020년 5월 파산 절차에 들어갔고, 남아프리카 공화국 정부에서는 남아프리카 항공을 파산하고 새로운 국영항공사를 만드는 방법을 선택했다. 남아프리카 항공이 보유하고 있는 항공기들을 반납하는 절차가 이루어지고 있으며, 남아프리카 항공의 직원을 전부 해고중이지만 2020년 5월 8일 남아프리카 공화국 법원에서 임직원 해고절차를 당장 중단하라는 명령이 내려졌다.

## 운항 노선
- 2012년 2월 현재 남아프리카 항공은 다음과 같은 노선을 운항하고 있다.

### 코드셰어 협정
- 남아프리카 항공은 다음과 같이 코드셰어 협정을 하고 있으며 주로 스타얼라이언스의 비회원사와 코드쉐어를 하고 있으나 향부 일부 비회원사의 경우 스카이팀과 원월드에 가입할 예정이다.

| - LAM 모잠비크 항공 - LATAM 브라질 - TAP 포르투갈 항공 (스타얼라이언스) - 루프트한자 (스타얼라이언스) - 르완다 에어 - 망고 항공 (자회사) - 스위스 국제항공 (스타얼라이언스) - 스칸디나비아 항공 (스카이팀) - 싱가포르 항공 (스타얼라이언스) - 버진 오스트레일리아 | - 아시아나항공 (스타얼라이언스) - 에미레이트 항공 - 에어 뉴질랜드 (스타얼라이언스) - 에어 모리셔스 - 에어 세이셸 - 에어 캐나다 (스타얼라이언스) - 에티오피아 항공 (스타얼라이언스) - 에티하드 항공 (스타얼라이언스) - 유나이티드 항공 (스타얼라이언스) - 이집트 항공 (스타얼라이언스) | - 전일본공수 (스타얼라이언스) - 제트블루 항공 - 중국국제항공 (스타얼라이언스) |  |

## 보유 기종
- 2023년 6월 기준, 남아프리카 항공은 다음과 같은 기종을 보유하고 있으며 평균 기령은 10년이다.[4][5]

### 퇴역 기종
- 남아프리카 항공의 과거 운항했던 항공기는 다음과 같다.[8][9]

## 사건 및 사고
- 1987년 11월 28일 대만 타이베이(타오위안)을 출발하여 모리셔스 포트루이스를 거쳐 요하네스버그로 향하던 남아프리카 항공 295편 보잉 747-200M 항공기가 인도양 상공에서 폭발로 추정되는 추락 사고가 발생하여 탑승자 159명 전원이 사망했다.

## 사진

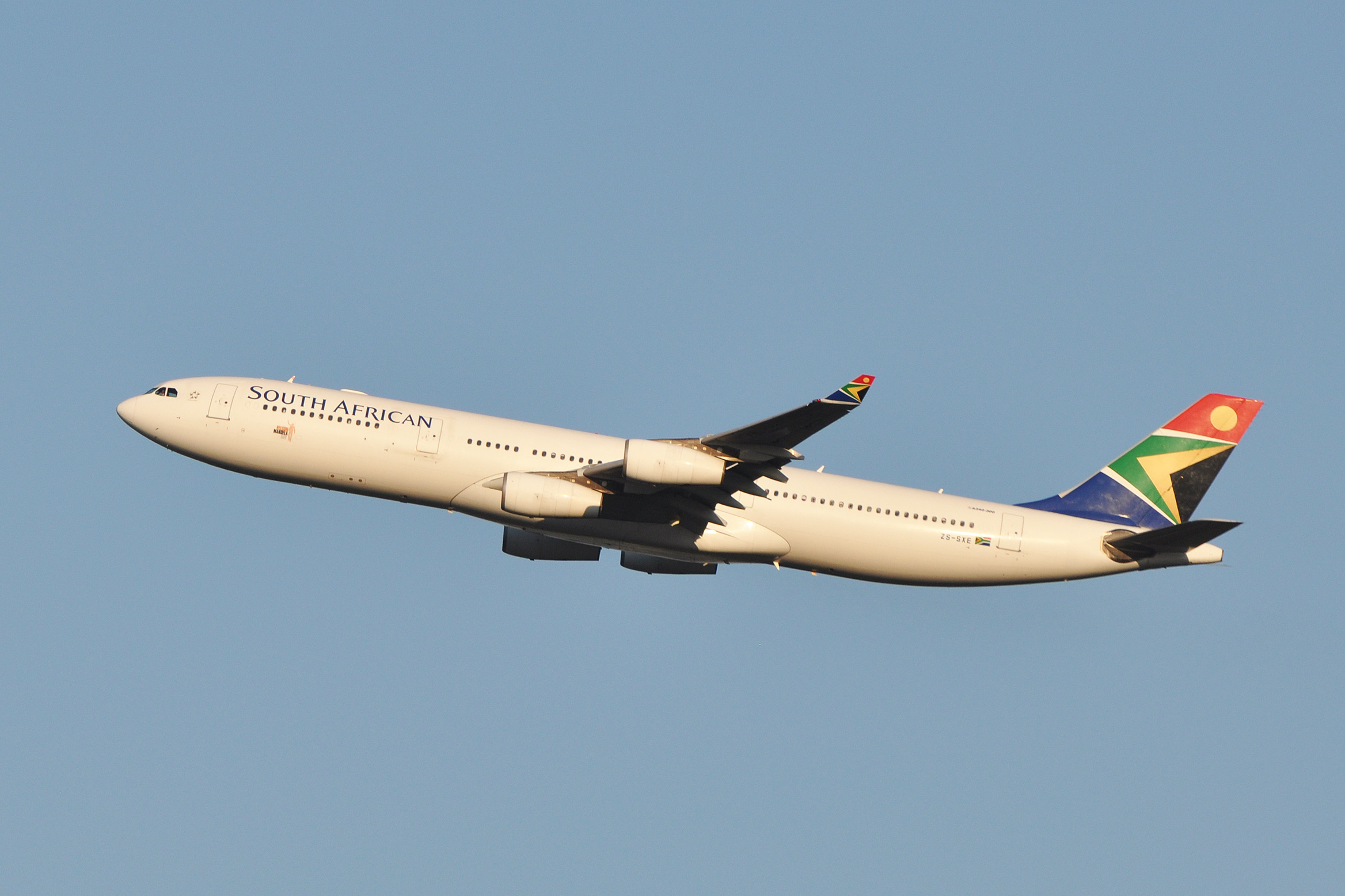
남아프리카 항공의 에어버스 A340-300